# Michel Pinseau
Michel Pinseau (né le 8 février 1926 à Morez (Jura) - mort le 15 septembre 1999 à Paris) était un architecte français. Il est connu pour sa conception du plus haut minaret du monde (à l'époque de sa construction 1993), la Mosquée Hassan II à Casablanca, au Maroc.

## Biographie

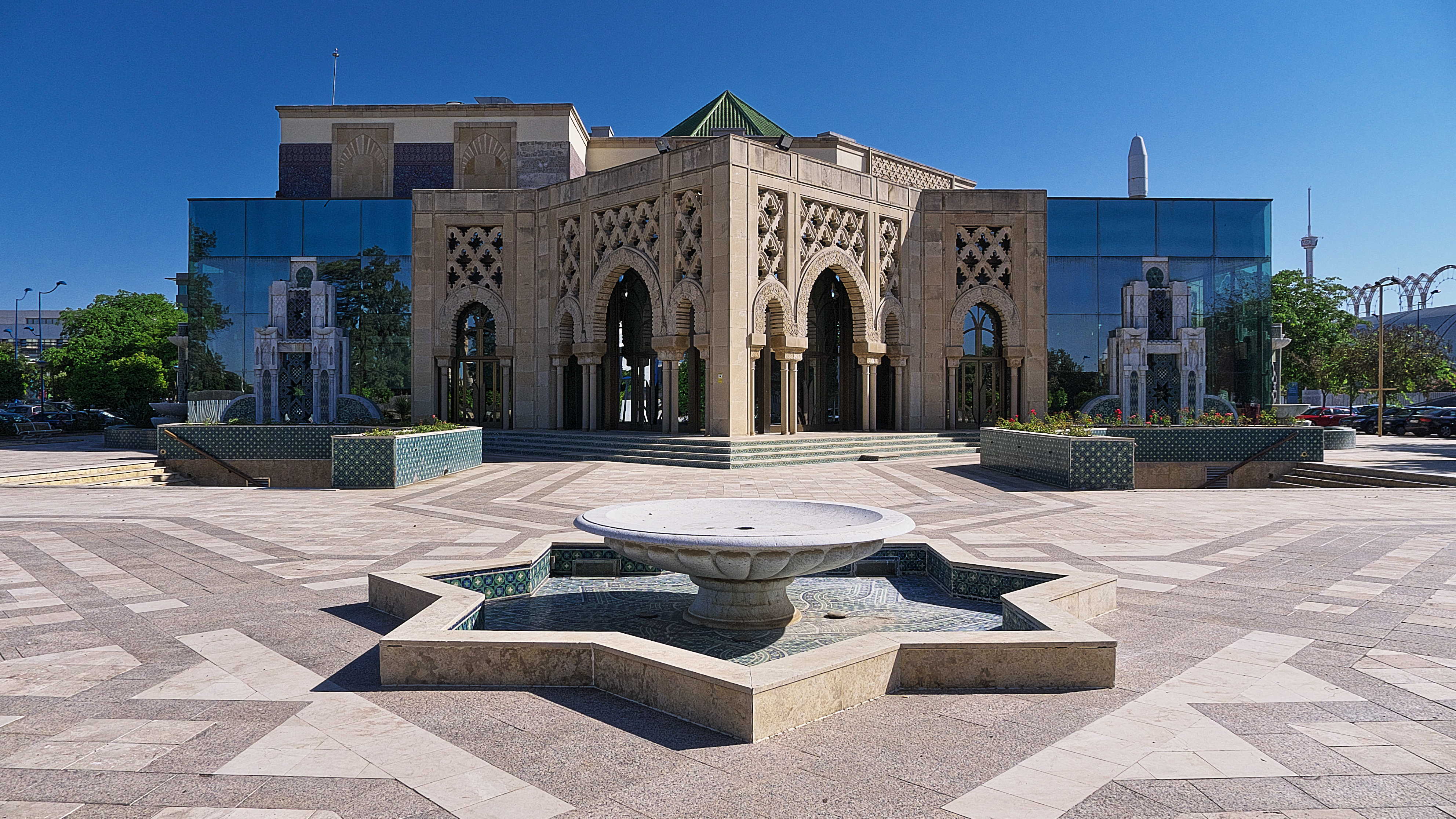
Le pavillon du Maroc de l'Exposition universelle de 1992 à Séville.

Pinseau est sorti de l'École nationale supérieure des beaux-arts de Paris en 1956. Il travailla ensuite sur de nombreux projets dans la capitale française notamment des immeubles d'habitation sur les Champs-Élysées. 